# Das strahlende Bergwerk

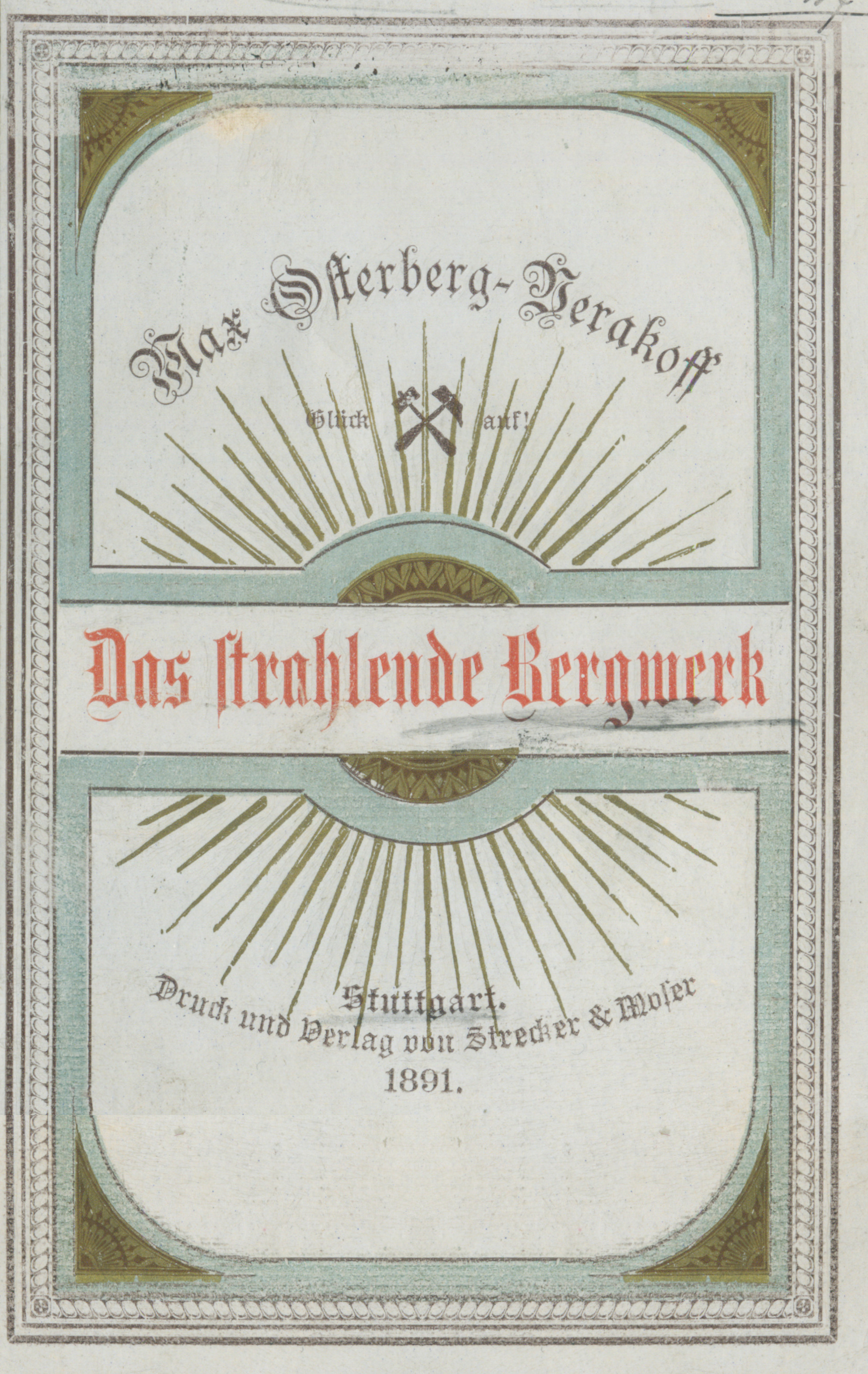
Max Osterberg: Das Strahlende Bergwerk, Stuttgart 1891

Das Strahlende Bergwerk war eine 1850 von dem Schriftsteller Friedrich Wilhelm Hackländer gegründete Stuttgarter Künstlervereinigung.

## Geschichte
Die Künstlergesellschaft „Das Strahlende Bergwerk“ wurde am 28. November 1850 im Saal des Hotels „König von England“ in Stuttgart gegründet. Ziel des Vereins war neben der Pflege der Geselligkeit und Freundschaft die Förderung der Künste, sowohl der bildenden Kunst als auch der Dichtung, der Musik und des Schauspiels. Ihre Mitglieder waren demnach Schriftsteller, Musiker, bildende Künstler, aber auch Wissenschaftler und Personen aus anderen Berufen. Zugelassen waren nur Männer, die die Kunst zum „eigentlichen Lebensberuf“ gemacht hatten.
Alle Mitglieder mussten in den Sitzungen des Vereins Proben ihrer jeweiligen Kunst darbieten, am besten in satirischer Darstellungsweise, so zum Beispiel Karikaturen, pseudowissenschaftliche Vorträge oder Umdichtungen der Weltliteratur. 
Der Name der Vereinigung verwies auf die Metapher eines Bergwerks. Sämtliche Aktivitäten, Personenbenennungen usw. wurden mit Metaphern aus dem Bergbau ausgedrückt. Die Bergwerksmetapher verwies dabei sowohl auf Altes, Bewährtes, Zünftiges, assoziierte mit Kohle, Dampfkraft, Industrie und Fortschritt auch Kraft und Vision des Neuen. Das Adjektiv „strahlend“ aus dem Namen der Vereinigung verwies daneben auf Kristalle, Edelsteine und Schätze.
Verstellungen, Kostümierungen und Verfremdungen waren in der Künstlergesellschaft Programm. Man erfand eigene an die Bergwerksmetapher angelehnte Namen sowie Regularitäten und Gepflogenheiten. Der Verein orientierte sich in Sprache, Kleidung und Ritus bis ins Detail an bergmännischen Vorbildern. Die „Bergmannschaft“ teilte sich dabei in drei Sparten:
- Herren und Knappen von der Feder: Damit waren in der Bergmannssprache Wissenschaftler und Bergräte gemeint.
- Knappen vom Leder: In der Bergmannssprache wurden so Bergleute, die in den Schacht einfuhren und das Erz förderten, bezeichnet. Auf die Künste bezogen waren damit die Vereinsmitglieder gemeint, die in den tiefen Schächten der Phantasie nach geistreichen Einfällen und witzigen Gedanken suchen sollten.
- Knappen vom Feuer: In der Bergmannssprache waren dies Bergleute, die das Erz schmelzen sollten. Bezogen auf die Künste waren damit beispielsweise Buchhändler, Galeristen oder Verleger gemeint.

Das „Kunstbergwerk“ war – analog zum echten Bergwerk – in verschiedene „Zechen“ eingeteilt, denen die sogenannten „Ältesten“ jeder Zeche vorstanden:
| Bezeichnung | Bergmanns-Welt                                            | künstlerische Welt   | Ältester der jeweiligen Zeche                  |
| ----------- | --------------------------------------------------------- | -------------------- | ---------------------------------------------- |
| Bauzeche    | Markscheider                                              | Architekten          | Architekt Johann Michael Knapp                 |
| Hauzeche    | Hauer                                                     | Bildhauer            | Bildhauer Georg Zell                           |
| Auzeche     | Haspler (trennen das Taube Gestein vom gediegenen Metall) | Dichter, Dramatiker  | Autor Henrik Glogau                            |
| Schauzeche  | Pocher (zerkleinern das Erz)                              | Schauspieler, Redner | Schauspieler August Christian Gerstel          |
| Pfauzeche   | Wäscher des Metalls                                       | Maler                | Zeichner Ferdinand Fellner                     |
| Miauzeche   | keine Entsprechung                                        | Musiker              | Hofkapellmeister Peter Joseph von Lindpaintner |

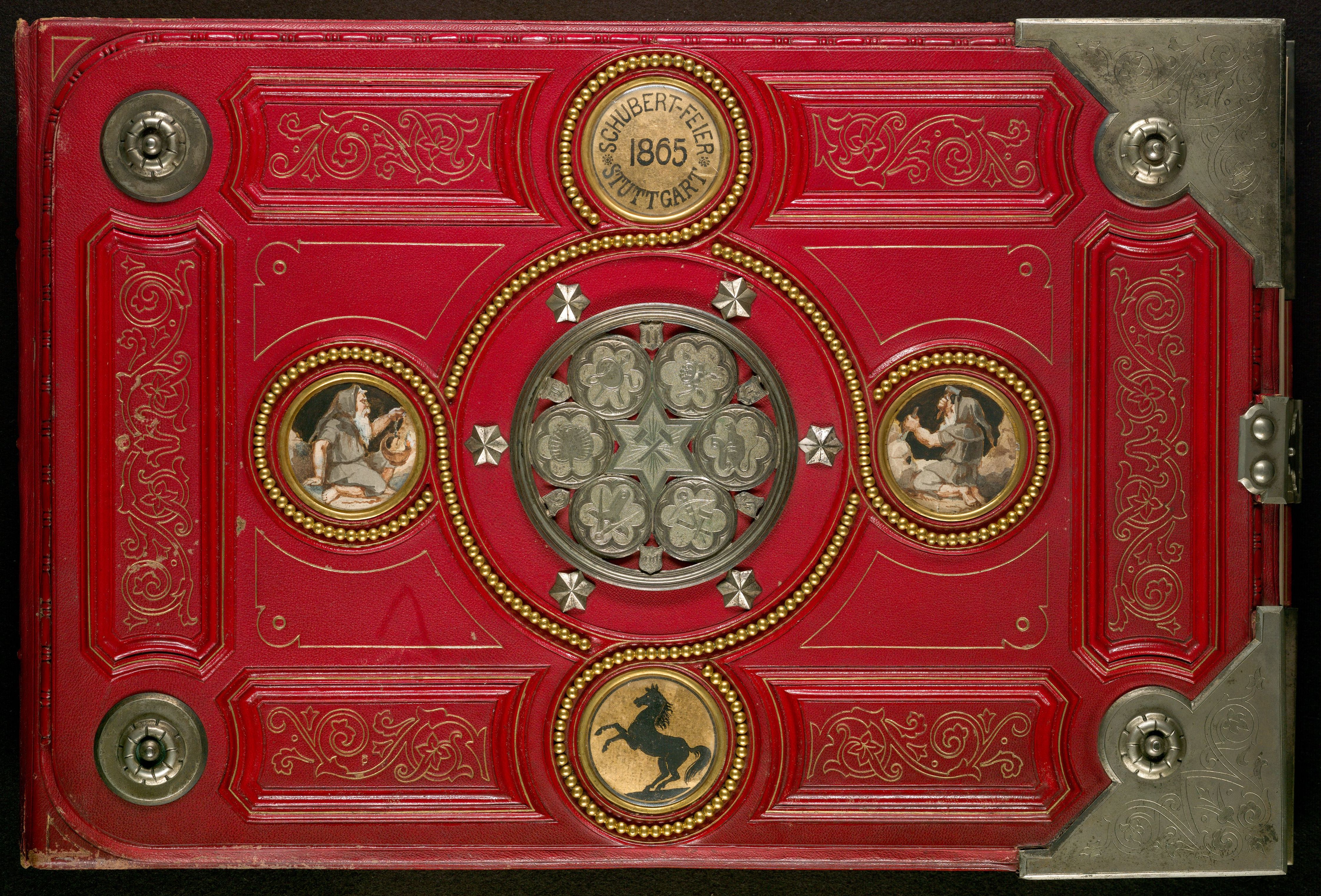
Album der Künstlergesellschaft Bergwerk für Pauline Viardot-García, 1865 (WLB Stuttgart: Cod.hist.fol.1112)

Das Führungsgremium des Vereins bildeten die sog. „Beamten“. Der Vereinsvorstand, das Bergmeisteramt, bestand aus fünf Mitgliedern. Der Bergmeister (Vereinsvorsitzende) war zunächst Friedrich Wilhelm Hackländer („Bergname“ = „Dintenklecks“), sein Stellvertreter, der „Obersteiger“, der Dichter Feodor Löwe. Dessen Stellvertreter, der Untersteiger, wiederum war zunächst der Architekt Christian Friedrich Leins. Zum Vorstand gehörten daneben der „Einfahrer“ (der Maler Heinrich von Rustige) sowie der „Schichtmeister“ (der Bankdirektor Wilhelm von Sick). Unter dem Vereinsvorstand gab es den sechsköpfigen Bergrat, der aus den Ältesten jeder Zeche bestand. Das beigeordnete Personal bestand aus zwei Beamten: dem „Schrettel“ (besetzt vom holländischen Landschaftsmaler Pieter Francis Peters) und seinem Stellvertreter, dem „Zehntner“.
Die Aufnahme in den Verein erfolgte nach bestimmten Ritualen und bedurfte der Zustimmung der Mitglieder der einzelnen Zeche und der Zustimmung des Bergamts. Der Verein ernannte auch mehrere Ehrenmitglieder, darunter auch zwei Frauen: Mathilde Kerner, die Schwiegertochter von Friederike Kerner, sowie die Sängerin Pauline Viardot-Garcia, für die der Verein zum einen ein Festkonzert veranstaltete und zum anderen ein eigenes Erinnerungsalbum schuf, zu dem 31 Vereinsmitglieder einen Beitrag lieferten und das bis heute erhalten ist. Finanziert wurde der Verein aus Mitgliedsbeiträgen sowie aus einem weitverzweigten System von Geldstrafen für Regelverstöße. Die Gesellschaft tagte wöchentlich und führte darüber ausführlich Protokoll. Diese Protokolle sind ebenfalls erhalten. Daneben gab es außerordentliche Bergwerksfeste, darunter oft auch öffentliche Veranstaltung zur Selbstdarstellung des Vereins. Zu den öffentlichen Aktivitäten des Vereins zählten die Initiierung und Finanzierung von Denkmälern für Dichter, die Aufführung sog. „Lebender Bilder“ sowie sog. „Bergwerksbälle“.
Die Vereinigung „Das Strahlende Bergwerk“ bestand bis um die Jahrhundertwende vom 19. zum 20. Jahrhundert. Ein genaues Datum ist nicht überliefert.
Dem Verein gehörten während der gesamten Dauer seines Bestehens insgesamt 175 Mitglieder an. Prominente Mitglieder des Vereins waren:
- Johann Joseph Abert (1832–1915), Komponist und Dirigent
- Emil Bessels (1847–1888), Naturforscher, Zoologe, Nordpolarfahrer
- Carl von Binzer (1824–1902), Maler
- Friedrich Brandseph (1826–1915), Fotograf
- Louis Braun (1836–1916), Genre- und Schlachtenmaler
- Eduard Devrient (1801–1877), Schauspieler, Regisseur, Dichter, Theaterleiter
- Joseph von Egle (1818–1899), Architekt
- Ferdinand Fellner, Maler
- Adolf Grimminger (1827–1909), Sänger, Dichter, Bildhauer
- Friedrich Wilhelm von Hackländer (1816–1877), Schriftsteller
- Johann Michael Knapp (1791–1861), Architekt
- Christian Friedrich von Leins (1814–1892), Architekt
- Peter Joseph von Lindpaintner (1791–1856), Komponist, Hofkapellmeister
- Adolf Müller-Palm (1840–1904), Chefredakteur, Herausgeber des Stuttgarter Neuen Tagblatts
- Christian Pfann (1824–1885), Fotograf
- Joachim Gans zu Putlitz (1860–1922), Generalintendant
- Wilhelm Raabe (1831–1910), Schriftsteller
- Edmund Singer (1831–1912), Violinist
- Edmund von Zoller (1822–1902), Bibliothekar, Redakteur